# Louis Leakey
Louis Seymour Bazett Leakey (Kenya, Kabete, 1903. augusztus 7. – London, 1972. október 1.) kenyai régész, antropológus és természettudós, akinek munkája jelentősen hozzájárult az emberiség múltjáról, származásáról és fejlődéstörténetéről szerzett ismeretek alapvető átalakulásához.
A paleoantropológiai (ősembertani) kutatások módszereinek fő kidolgozója volt, képes volt lelkesíteni az őt követő generációkat, családjának tagjai közül többen folytatták munkáját. Legfontosabb tudományos műve, több év kitartó és célirányos régészeti kutatásainak eredménye, alighanem a Homo habilis nevű emberelőd leleteinek felfedezése volt. Fontos szerepet játszott az Afrika kutatására szakosodott szervezetek létrehozásában és a természetvédelemben.
Természettudományos felfogása határozottan támogatta Charles Darwin fejlődéselméletét, munkájával igyekezett bizonyítani, hogy az ember Afrikából származik.

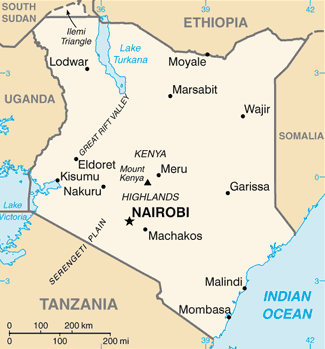
Kenya térképe

## A fehér afrikai
Louis szülei, Harry és Mary Bazett Leakey (akit barátai csak Maynek hívtak) keresztény brit misszionáriusok voltak Brit Kelet-Afrikában, mai nevén Kenyában. Harry a Church Mission Society egy korábban létrehozott szolgálati helyét foglalta el Kabetében a kikujuk között. Állomáshelye akkoriban egy kunyhóból és két sátorból állt a Nairobitól északra fekvő fennsíkon. Louis első otthonában döngölt föld volt a padló, átázott a zsúptető, rágcsálók és rovarok jártak benne, fűtés céljára faszénkosarak szolgáltak. A körülmények csak lassan javultak. A misszió – mely a környék életének központja volt – az egyik sátorban orvosi rendelőt rendezett be, később a másikban leányiskolát hoztak létre afrikai nők számára. Harry a Bibliát fordította a kenyai kikuju nyelvre.
Louisnak egy öccse volt, Douglas, valamint két nővére, Gladys Leakey Beecher és Julia Leakey Barham. Louis legszűkebb „családjához” tartozott még Miss Oakes nevelőnő, Miss Higgenbotham misszionárius és Mariamu, egy kikuju dajka. Louis szükségszerűen az afrikaiakkal nőtt fel, velük játszott együtt és vadászott. Megtanult a kikujuk jellegzetes testtartásával járni, nyelvüket testvéreihez hasonlóan folyékonyan beszélte. Ezáltal beavatást nyert a kikujuk családjába, erről az eseményről azonban soha nem beszélt, mert titoktartást fogadott.
Kérésére megengedték, hogy kertjük végében egy kikuju módra épült kunyhóba költözzön. Itt gyűjtötte személyes, talált kincseit, például tojásokat és koponyákat. A gyermekek mindegyike élénk érdeklődést és nagyfokú megbecsülést mutatott az ősi természeti környezet iránt, melyben életüket töltötték. Fiatal állatokat neveltek fel, melyeket később állatkerteknek adtak. Louis egy ifjúsági könyvet kapott ajándékba, H. R. Hall Days Before History (Történelem előtti idők) címmel, mely Nagy-Britannia korai történetéről szólt. Szerszámokat kezdett gyűjteni, ebben az igyekezetében bátorítást kapott példaképétől, Arthur Loveridge-től, aki a Coryndon Múzeum elődjének, a Nairobi Természetrajzi Múzeumnak volt az első kurátora (1914). Talán ez az érdeklődése tette később fogékonnyá a régészet iránt.
Sem Harrynek, sem Maynek nem volt erős szervezete. 1904–1906 között az egész család May anyjának a házában élt a berkshire-i Readingben, amíg Harry idegkimerültségéből lábadozott; később 1911–1913 között is itt éltek, amíg May gyógyult fel kimerültségéből. Ez alatt az időszak alatt Harry házat vásárolt Boscombe-ban.

## A fejlődés évei

### Az atyai példa
Míg Nagy-Britanniában a Leakey gyerekek elemi iskolába jártak, Afrikában Miss Laing személyében saját oktatójuk volt. Az első világháború kitörése Afrikában érte őket. Amikor a tengeri hajózási útvonalak ismét megnyíltak, visszatértek Boscombe-ba, ahol 1919-ben, 16 éves korában beíratták egy magán fiúiskolába, a Weymouth Secondary Schoolba. Az itt töltött három év során nem érezte jól magát, sokat panaszkodott a diákcsínyekre, valamint az érvényben lévő szigorú szabályokra, melyekre úgy tekintett mint személyes szabadságának korlátozására. Egyik tanára azt tanácsolta neki, hogy keressen állást egy bankban, ezért angoltanárához, Mr. Tunstallhoz fordult, aki viszont Cambridge-be való felvételét kezdeményezte. A felvételi vizsgák során elért kiváló eredményei alapján ösztöndíjat kapott. Apja alma materében, Cambridge-ben érettségizett 1922-ben, szándéka az volt, hogy Brit Kelet-Afrikában misszionárius legyen.
Életében sokat mesélt itteni záróvizsgái történetéről. Amikor megérkezett Nagy-Britanniába, tájékoztatta a ritka idegen nyelveken beszélők jegyzékével foglalkozó szervezetet, hogy folyékonyan beszél szuahéli nyelven. Záróvizsgái közeledtével kérte, hogy hadd tegyen vizsgát ebből a nyelvből, melyre kis habozás után megadták az engedélyt. Ezután egy napon egyszerre két levelet is kapott. Az egyikben időpontot kapott szuahéli nyelvű szóbeli vizsgájára. A másikban felkérték, hogy ugyanabban az időben és ugyanazon a helyen vizsgáztatna-e egy szuahéli nyelvű jelöltet.
Fia a következőt mondja róla: „Louis a húszas évei elején járhatott, amikor úgy döntött, hogy a régészettel kíván foglalkozni. Egészen addig apja nyomdokain keresztény misszionáriusnak készült Kenyába”.
Diáktársainak a keresztény buzgóságot hirdette, egyes dolgait a cambridge-i társadalom furcsának, hóbortosnak tartotta. Evolucionista, vagyis a fejlődés híve volt, és barátságot kötött néhány jövőbeli természetbúvárral. Szokásos buzgalma következtében 1923-ban súlyos agyrázkódást kapott egy rögbimérkőzés során. Tanulmányai alól felmentették, pihenést és szabad levegőt írtak elő számára.
Vallásos nézetei egész életében meghatározóak voltak. Ezzel kapcsolatban írta:

„Semmi, amit eddig találtam, nem mond ellent a Bibliának. Csak a véges elméjű ember érti félre a Bibliát.”

– Louis Leakey, 

### Letérés a misszionárius útról
Még abban az évben olyan lehetőség nyílt számára, mely a pihenés minden gondolatát háttérbe szorította. 1922-ben, az első világháborút lezáró tárgyalások alapján a britek megkapták Német Kelet-Afrikát, melyet aztán átneveztek Tanganyika névre. Korábban ezen a gyarmati területen a németek dinoszauruszmaradványokat fedeztek fel Tendangurunál. A család egyik barátja, Charles William Hobley beszélt Louisnak arról, hogy a Brit Természetrajzi Múzeum expedíciót indít a kövületek feltárására. Louis jelentkezett, és felfogadták a hely megkeresésére és az expedíció adminisztratív teendőinek intézésére. A kutatócsoport 1924-ben indult útnak Afrikába William E. Cutler irányításával. Kutatásaik során nem sikerült teljes dinoszaurusz-csontvázat találniuk. Louist 1925-ben visszahívták Cambridge-be, időközben Cutler a malária egy súlyos változatát kapta meg, és kilenc hónap múlva meghalt.
Ez az élmény megváltoztatta döntését saját pályájáról. Fő tantárgyait átcserélte az antropológiára, a tanszék vezetőjének, Alfred Cort Haddonnak személyében pedig új mentort kapott. 1926-ban kapta meg kitüntetéses diplomáját antropológiában és régészetben. Diplomájához felhasználta egyes már meglévő képesítéseit is. Például a kikuju nyelvet, melyet tökéletesen beszélt, elfogadták második modern nyelvként, bár senki sem tudta ezt ellenőrizni. Az egyetem elfogadta az egyik kikuju törzsfőnök írásos nyilatkozatát, melyet az az ujjlenyomatával hitelesített.
1925-től kezdve Louis afrikai régészeti és antropológiai témákról írt és tartott előadásokat. Diplomája megszerzése után oly mértékben elismerték tudását, hogy a Cambridge-i Egyetem Kelet-Afrikába küldte a történelem előtti afrikai ember tanulmányozására. Több tucat helyszínt tárt fel, először kerítve sort a leletek szisztematikus tanulmányozására.
A kultúráknak általa adott nevek némelyike (például az Elmenteitan vagy az olduvai kultúra) még ma is használatos.

### A kutató ösztöndíjas

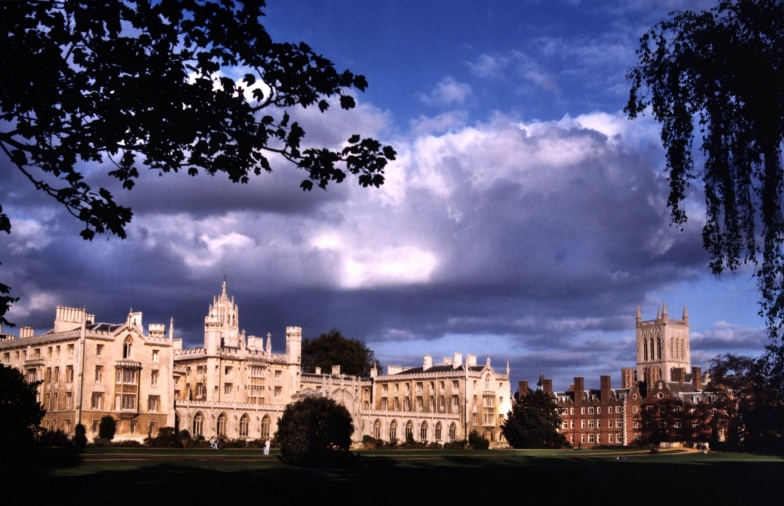
St. John's College, Cambridge

1927-ben két, szabadságát töltő fiatal hölgy látogatta meg az Elmenteita-tó melletti Gamble’s Cave (Gamble barlang) lelőhelyen. Az egyik hölgy Henrietta Wilfreda „Frida” Avern volt, aki előzőleg már végzett némi régészeti munkát. Louis és a nő egész éjjel beszélgettek. Kapcsolatukat Louis Cambridge-be történő visszatérésekor újították fel, és 1928-ban összeházasodtak, majd visszatértek Elmenteitába. Miután érdeklődő társakból megfelelő csapatot állított össze, ekkor fedezte fel Kariandusinál az acheuliani kultúra emlékeit.
Itteni munkájának csúcspontján kutatói ösztöndíjat kapott a cambridge-i St John's College-ban, ezért 1929-ben posztdoktori kutatóként visszatért Cambridge-be, hogy rendszerezze az Elmenteitánál talált leleteket. Pártfogója és mentora Cambridge-ben Arthur Keith volt. Két csontváz tisztogatása közben hasonlóságot vélt felfedezni köztük és egy, a német Hans Reck professzor által az Olduvai-szurdokban talált csontváz között. A német professzorral még korábban, 1925-ben, Németországban találkozott.

Olduvai-szurdok 2011

Még 1913-ban Reck egy csontvázleletet tárt fel az Olduvai-szurdok ismert geológiai tulajdonságú rétegében. Reck azt állította, hogy a csontváz életkora megegyezik a kőzet életkorával, mely a közép pleisztocén korból származott, tehát 600 000 évesnek vélték. A közvélemény nem volt érett még ennek a hírnek a befogadására. Az általános vélekedés szerint az ember ennél sokkal később fejlődött ki. Reck egyből a sajtó kereszttüzében találta magát. A kérdés eldöntésére már nem volt módja visszautazni Afrikába, először az első világháború kitörése miatt, utána pedig Tanganyikának Nagy-Britanniához kerülése miatt. 1929-ben Louis meglátogatta az akkor már szkeptikus Recket Berlinben. Észrevéve Reck leletgyűjteményében egy Olduvaiból származó Acheulean szerszámot, fogadást kötött Reckkel, hogy Olduvaiban 24 órán belül képes ősi kőszerszámokat találni.
Időközben Frida illusztrációkat készített Louisnak a The Stone Age Culture of Kenya Colony (A kenyai gyarmat kőkorszaki kultúrája) című könyvéhez. Louis 1930-ban, 27 éves korában szerezte meg PhD-ját. Első gyermekük, egy kislány, Priscilla Muthoni Leakey 1931-ben született. Az izgalmak hatására visszatértek fejfájásai és epilepsziája, emiatt egy fenobarbitátumot írtak fel neki, melyet élete végéig szedett.

## A szerencse forgandó

### Reck álláspontjának védelmében
1931 novemberében Louis expedíciót vezetett Olduvai-ba, az expedícióban Reck is részt vett, ő volt az első, aki beléphetett a szurdokba. Louis már az első 24 órában Acheulean-kori szerszámokat talált, ez egy fogadás miatt Recknek 10 fontjába került. Megerősítették az 1913-as lelet eredetét, melyet ma az Olduvai Emberként ismerünk. A leletek közt nagy számban találtak nem embertől származó fosszíliákat, és szerszámokat is. Frida csak később csatlakozott a kutatásokhoz, és Priscilla miatt már nem volt olyan lelkes, mint korábban. Végül, amikor a helyszínre érkezett, Louis feladatot adott neki. Az általa feltárt lelőhelyet FLK-nak nevezték (Frida Leakey’s karongo – Frida Leakey szurdoka).
Otthon, Cambridge-ben a szkeptikusokat hidegen hagyta a leletek híre. Abból a célból, hogy további tárgyi bizonyítékokat találjon, melyek megerősítik Reck Olduvai Emberének életkorát, Louis visszatért Afrikába, és Kanamnál valamint Kanjeránál folytatott ásatásokat. Itt könnyedén további leleteket talált, melyeket Homo kanamensisnek nevezett. Távollétében ellenlábasai „bizonyítékot” dolgoztak ki arra nézve, hogy az Olduvai Ember egy korábbi kőzetrétegbe süllyedt bele. Ez a bizonyíték akkor meggyőzőnek tűnt, de ma már nem lelhető fel és nem is igazolható. Visszatérése után Louis leleteit egy tudósokból álló 26-tagú bizottság gondosan megvizsgálta és óvatosan ugyan, de érvényesnek fogadták el.

### Botrány
Frida hozományából a Leakey család egy nagy téglaházat vásárolt Cambridge közelében a cambridgeshire-i Girtonban. Frida reggeli rosszullétekkel küzdött, ezért nem tudott dolgozni Leakey második könyvének, az Ádám őseinek (Adam’s Ancestors) illusztrációin. Leakey egy előadása után, a tiszteletére adott fogadáson Gertrude Caton-Thompson bemutatta neki saját illusztrátorát, a húszéves Mary Nicolt.
Louis rávette Maryt, hogy vegye át könyve képeinek elkészítését. Egy pár hónap múlva az együttműködés románccá teljesedett. 1933 decemberében megszületett Colin Leakey, és 1934 januárjában Louis bejelentette Fridának, hogy el akar válni. Frida egészen 1936-ig nem adta be a válókeresetet.
Cambridge-ben egy bizottság vizsgálta erkölcsi viselkedését. A támogatások egyre inkább elmaradtak, de anyjának sikerült elegendő pénzt összegyűjtenie egy újabb expedícióra Olduvaiba, Kanamba és Kanjerába. Itt korábbi munkáját kétségbe vonta P. G. H. Boswell, a londoni Imperial College of Science Geológiai Intézetének vezetője, akit ő maga hívott meg a lelőhelyek azonosítására. Miután 1935-ben megérkeztek Kanamba és Kanjerába, azt találták, hogy a Louis által korábban levert vas kitűző-cölöpöket a luo törzs emberei elvitték és lándzsákat készítettek belőlük. Emiatt a lelőhelyeket nem találták meg. Mindennek betetőzéseképpen a Louis által készített összes fénykép tönkrement a fényképezőgép hibája miatt, mely nem zárt tökéletesen. Egy bosszantó és eredménytelen két hónapos időszak után Boswell visszaindult Angliába, megígérve, hogy nem hoz nyilvánosságra semmilyen információt, amíg Leakey vissza nem tér maga is.
Boswell azonban azonnal nyilatkozatok egész sorozatát tette közzé, első cikke a Nature hasábjain 1935. március 9-én jelent meg, ebben kétségbe vonta a Reck és Leakey által publikált, a leletek eredetére vonatkozó dátumokat, és megkérdőjelezte Louis szakértelmét.
Visszatérte után Leakey árulással vádolta Boswellt, de a közvélemény Boswell oldalára állt. Louisnak nemcsak vádjait kellett visszavonnia, hanem Reck támogatását is meg kellett tagadnia. Ezzel cambridge-i pályafutása véget ért, még a korábbi támogatói is ellene fordultak.

### Afrika útjain
Mary-vel Afrikában találkozott újra, egy kis csapatban együtt utaztak Olduvaiba. Mary szégyenfoltot jelentett a csapatban, de ügyessége és szakértelme hamarosan megnyerte a többi résztvevőt. Louis szülei unszolták fiukat, hogy térjen vissza Fridához, és kijelentették, hogy mindenkinek az útját fizetik a csapatban, kivéve Mary-ét. Louis és társai elvégezték a jövőbeli olduvai-i feltárások földmunkáit, szokásuk szerint több tucat lelőhelyet tárva fel egyszerre. A lelőhelyeket annak feltárójáról nevezték el: SHK (Sam Howard's karongo), BK (Peter Bell's karongo), SWK (Sam White's karongo), MNK (Mary Nicol's karongo). Louis és Mary ideiglenes orvosi rendelőt építettek a maszájok számára, előzetes vizsgálatokat folytattak Laetoliban, végül a Kisese/Cheke körzet sziklarajzait vizsgálták.

### Falusi élet
Louis és Mary 1935-ben tért vissza Angliába, állásuk, otthonuk nem volt. Az egyetlen hely, ahol befogadták őket, Mary anyjának lakása volt. Nem sokkal ezután kibérelték egy falusi házat Great Mundenben. A település Hertfordshire-ben feküdt, különleges, régi neve volt (Nasty), mely miatt Louis emlékirataiban, sajátos humorérzékével „Csúnya Falunak” (the village of Nasty) nevezte. Ezen a helyen rendes fűtés, elektromos áram, vezetékes víz nélkül éltek, a vizet maguk húzták a kútból, a tűzhely előtt melegedtek, olajlámpás fényénél írtak. Sorsuk mélypontján szegénységben, de boldogan éltek 18 hónapon át, eleinte csak Mary rokonai látogatták őket. Létfenntartásukhoz Louis kertészkedést vállalt, közben a házat javítgatta. Végül a Royal Societyhoz fordult segítségért, akik megkönyörültek rajta, és egy kis támogatást adtak neki, hogy folytathassa munkáját gyűjteményén.

## Brit Kelet-Afrikában

### Visszatérés a szülőföldre
Végül Frida elengedte Louist, így ő és Mary 1936 karácsony estéjén polgári házasságot kötöttek a ware-i anyakönyvvezető előtt. Tanúja Peter Koinange, egy kikuju főnök fia volt, aki éppen posztgraduális képzésben vett részt Nagy-Britanniában, a St. John's College-ban. Megélhetésüket segítette, hogy Louis könyveire jogdíjakat és némi előleget is kapott.
Leakey már korábban is belebonyolódott a kikuju törzs belső ügyeibe, 1928-ban határozottan állást foglalt a női nemi szervek megcsonkítása ellen. Egyik este kiabálásig fajuló vitát folytatott kikuju nyelven Jomo Kenyattával, aki előadást tartott a témáról. R. Copeland az Oxfordi Egyetemről azt javasolta, hogy a kikujukról való tanulmány megírásához forduljon támogatásért a Rhodes Trusthoz. 1936-vége felé e támogatást meg is kapta, kétéves fizetéssel együtt. 1937 januárjában Leakey és Mary Kenyába utaztak. Ezután Colin 20 évig nem látta az apját.
Visszatért a Nairobi közelében fekvő Kiambaa-ba, és rávette Koinange nagyfőnököt, aki korábban létrehozta a törzsi főnökök bizottságát, hogy segítsen neki a kikujuk egykori életéről szóló tanulmányának megírásában. Mary a Waterfall Cave-nél végzett ásatásokat. Louis emlékiratainak 6. fejezete szerint maga a nagyfőnök javasolta, hogy Mary itt folytasson ásatásokat. Tudta, hogy a víz rendszeresen mos ki tárgyi emlékeket a barlangból. Louis és Mary egy kis kunyhóba költözött a főnök táborában. Mary kétoldali tüdőgyulladást kapott, és két hétig élet-halál között lebegett a nairobi kórházban, időközben már az anyját is Kenyába hívták. Minden várakozás ellenére felgyógyult és újabb ásatásba kezdett Hyrax Hill-nél majd később a Ngoro River Cave-nél. Louis támogatását meghosszabbították, melynek egy részét régészeti kutatásokra fordította. A felfedezéseiről szóló hírek ismét kezdtek megjelenni az újságokban.
A kikujuk és a telepesek közötti feszültség aggasztóan megnövekedett. Leakey köztes álláspontot próbált képviselni, de Kenya: Contrasts and Problems (Kenya: ellentétek és problémák) című könyvében azzal haragította magára a telepeseket, hogy kijelentette, Kenya soha nem lesz a fehér ember országa.

### Régész és rendőr
A kormány hírszerzői állást ajánlott neki, melyet – jobb választása nem lévén, – elfogadott. Házaló kereskedőként járta az országot, beszélgetéseiről jelentést írt. Amikor Nagy-Britannia 1939 szeptemberében belépett a háborúba, a kenyai kormány beszervezte az afrikai hírszerzésbe. Louis emlékiratainak 8. fejezetében így ír: „...a CID... a Különleges Ügyosztály, 6. részlege a polgári hírszerzéssel foglalkozott”. A beszervező hatóság a kenyai kormány volt, és emlékirataiban nincs utalás arra, hogy közvetlenül brit érdekek szolgálatában dolgozott volna. Kisebb munkáktól eltekintve, melyekben ő és néhány telepes egymást vélte a Sagana vasúti híd elleni lehetséges szabotázsakció szervezőjének, első komoly feladata az etióp gerillák ellátása és felfegyverzése volt az olasz megszállókkal szembeni harcban. Gyermekkori kikuju barátai segítségével titkos hálózatot hozott létre. Titokban régészeti maradványok után is kutattak.
Kihallgatásokat folytatott, kézírásokat elemzett, rádióadásokat szerkesztett és rendszeresen vállalt rendőrségi nyomozásokat. Szerette a titokzatos dolgokat. A brit gyarmati hadsereg, a King's African Rifles fehér vezetői gyakran igénybe vették segítségét a kulturális rejtélyek tisztázásában; egyszer például segített egy tisztnek megszüntetni egy átkot, melyet véletlenül bocsátott emberei fejére.
Mary közben folytatta a lelőhelyek keresését és feltárását. Fiuk, Jonathan Leakey 1940-ben született meg. Mary a kenyai Coryndon Múzeumban (később Kenyai Nemzeti Múzeum) dolgozott, ahol Louis 1941-től fizetés nélküli tiszteletbeli kurátorként dolgozott mellette. Életüket a rendőrségi munka és a régészet keveréke határozta meg. Munkájuk során átvizsgálták Rusinga Islandet és Olorgesailie-t. Ez utóbbi helyszínen olasz szakértők egy csoportja segített nekik, a szakértőket a hadifoglyok közül toborozták, akiket külön emiatt a feladat miatt helyeztek szabadlábra.
1942-re az olasz fenyegetés megszűnt, de akkor a japánok kezdtek felderítésbe egy katonai partraszállás előkészítése céljából. Louis elemére talált a kémelhárítási munkában, melyet nagy lendülettel és képzelőerővel végzett. Ekkoriban született Deborah nevű lányuk, aki három hónapos korában meghalt. Egy lepusztult, rovaroktól hemzsegő lakásban laktak, melyet a nairobi múzeum biztosított számukra. Jonathant a gyerekágyban támadták meg a harci hangyák.

### Megfordul a szerencse

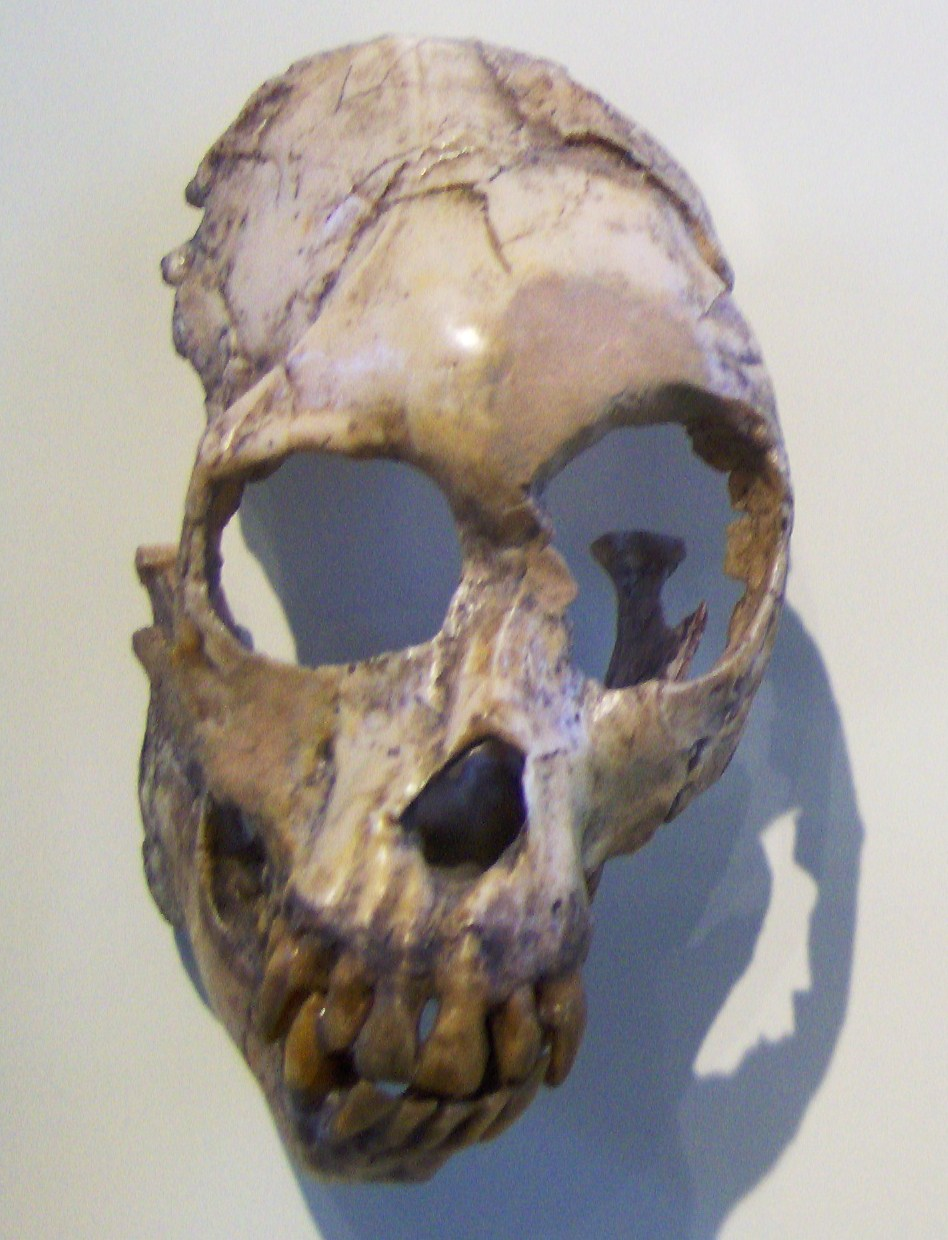
A KNM RU 7290 katalógusszámú lelet, a Proconsul africanus típuspéldánya

1944-ben megszületett Richard Leakey. 1945-re a család rendőrségi munkával szerzett vagyona csaknem teljesen elenyészett. Ekkoriban Louis már számos állásajánlatot kapott, de ő úgy döntött, hogy Kenyában marad a Coryndon Múzeum kurátoraként, ahol fizetést és lakást kapott, de ami még ennél is fontosabb volt számára, folytathatta paleoantropológiai kutatását.
1947 januárjában ő vezette az első pánafrikai őstörténeti kongresszust Nairobiban. A kongresszuson 26 ország hatvan tudósa vett részt, a tudósok előadásokat tartottak és meglátogatták a Leakey által feltárt régészeti lelőhelyeket. A konferencia helyreállította tekintélyét a tudományos körökben, melyekben ismét vezető szerepe lett. A most már bőségesen csorgó anyagi források segítségével belevágott híres, 1948-as expedíciójába a viktória-tavi Rusinga-szigeten, melyen Mary rátalált az addig felfedezett legnagyobb, épségben megmaradt fossziliára, egy pre-humán állkapocsra, melyet Proconsulnak neveztek el.
Charles Boise pénzt adományozott nekik egy hajó megvásárlására, melyet a Viktória-tavon való közlekedésre használtak. A hajó neve a „The Miocene Lady” volt. Évekkel később a hajó kapitánya, Hassan Salimu vitte hajóján Jane Goodallt Gombébe. 1949-ben megszületett Philip Leakey. Louis Leakey 1950-ben tiszteletbeli doktori címet kapott az Oxfordi Egyetemen.

### Kenyai ügyek szolgálatában
Miközben a Leakey család a Viktória-tónál tartózkodott, a kenyai felföldön a kikujuk megtámadták az európai telepeseket, akik fehér kormányzatot akartak egy „fehér” Afrikában. A csaknem egymillió kikujut mintegy 32 000 telepes zaklatta. 1949-ben a kikujuk egy titkos szervezetet hoztak létre, ez a szervezet, a Mau Mau rendszeresen megtámadta a telepeseket és a hozzájuk lojális kikujukat.
Louis megpróbálta figyelmeztetni a gyarmat kormányzóját, Philip Euen Mitchellt, hogy az éjjeli találkozók és a kikényszerített eskük nem tartoznak a kikujuk szokásai közé, és előre jelezte, hogy erőszakos események történhetnek, ám jelzéseit figyelmen kívül hagyták. Fel kellett hagynia antropológiai kutatásaival és a Mau Mau után kezdett nyomozni. Életének ebben a szakaszában élete folytonos veszélyben volt, fejére vérdíjat tűztek ki. A Leakey család úticsomagjában rendszeres tárgy volt a pisztoly. A kormány 24-órás védelem alá helyezte Leakeyt.
1952-ben egy, a helyi vezetők által elkövetett vérengzés után, a kormányzat letartóztatta Jomo Kenyattát, a Kenyai Afrikai Unió elnökét. Louist tolmácsként hívták a tárgyalásra, de miután az a vád érte, hogy a vádlottal szembeni elfogultsága miatt szándékosan tévesen fordított, visszalépett a tolmácsolástól. Később azonban, dokumentumok fordítására visszatért a bíróságra. Mivel nem találtak olyan bizonyítékokat, melyek Kenyattát a Mau Mau-val kötik össze, bár bűnösnek találták, nem kapott halálbüntetést, csak több évi kényszermunkára itélték és kitiltották Kenyából.
A kormány brit csapatokat hozott az országba és egy 20 000 kikujuból álló nemzetőrséget hozott létre. Ebben az időszakban Louis nehéz és ellentmondásos szerepet kapott. A telepesek pártjára állt, szóvivőjük és hírszerzőjük volt. Ugyanakkor a kikujukat is pártfogásába vette Defeating Mau Mau című könyvében, számos beszédében és újságcikkeiben. Többnemzetiségű kormány bevezetését, a felföldön földreformot, a kikujuknak fizetésemelést, valamint számos más reformot javasolt, melyeknek legtöbbjét később alkalmazták is.
A brit kormányzat felismerte, hogy a lázadást a városi központokból irányítják, ezért hadijogot vezettek be, a bizottságokat pedig felszámolták. Leakey javaslatára kikujuk ezreit helyezték el átnevelő táborokban és telepítették le új falvakban. A lázadás a Mt. Kenya környéki bázisokból kiindulva egészen 1956-ig folytatódott, amikor vezetés és utánpótlás hiányában szétszóródott. A szükségállapot egészen 1960-ig tartott. 1963-ban Kenya elnyerte függetlenségét, miniszterelnöke Jomo Kenyatta lett.

## Az életmű betetőzése

### Zinjanthropus: az Olduvai felfedezés
1951-től kezdve Louis és Mary minden lehetséges idejét Olduvaiban töltötte. Mindaddig csak eszközöket, szerszámokat fedeztek fel. Egy 1951-es kísérleti feltárást, melyet a II. kőzetágyban folytattak 1952-ben egy még alaposabb ásatás követett. Itt egy olyan helyszínre bukkantak, melyet Louis olduvai-i mészárszéknek nevezett; ez egy ősi mocsaras terület volt, melyben a csapdába esett állatokat leölték. Louist annyira magával ragadta a kutatás heve, hogy kalap nélkül dolgozott, haját hófehérre szívta ki a nap. A területen 1953-ig dolgoztak.

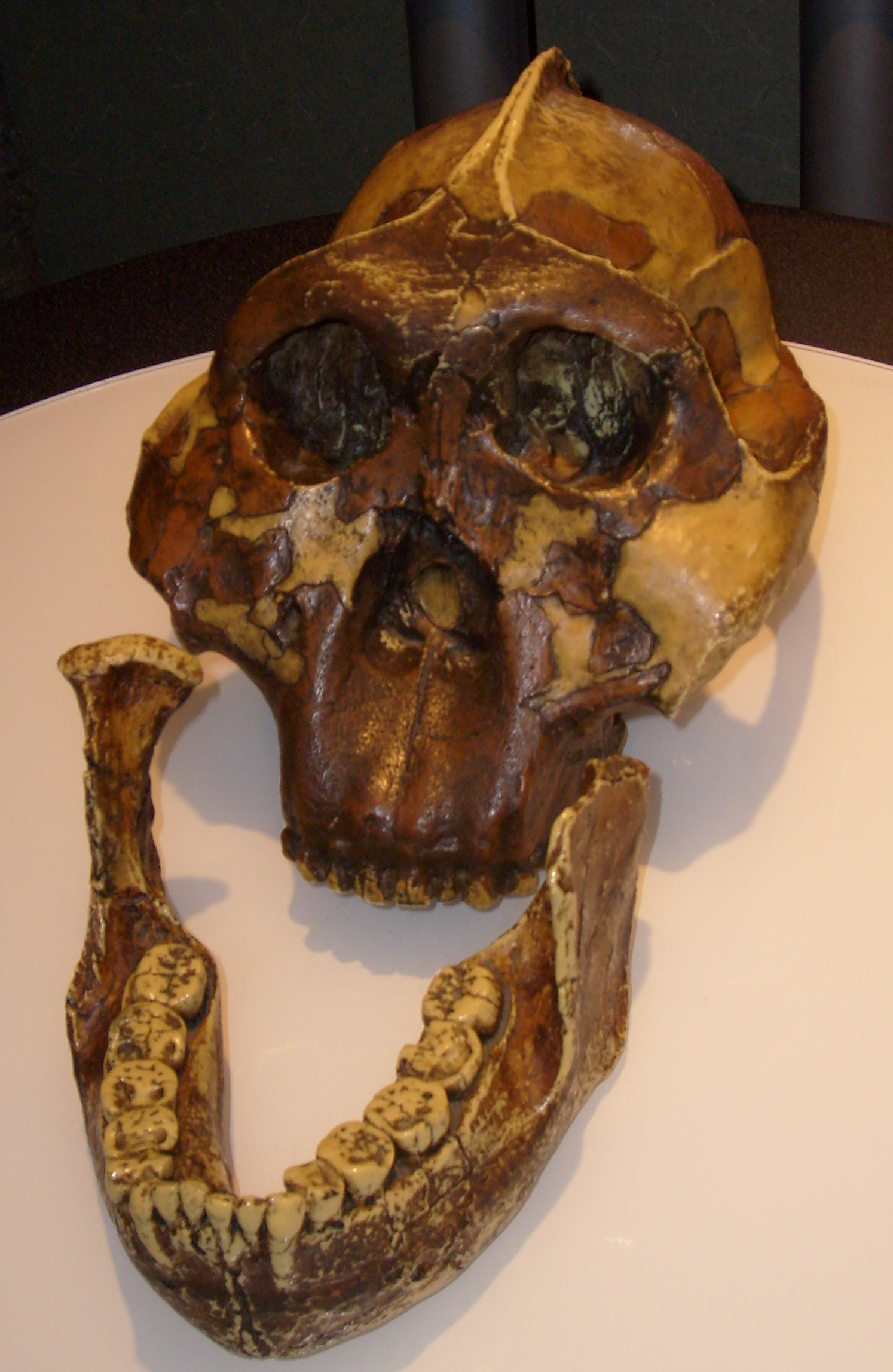
1,75 millió éves Australopithecus boisei koponya

1955-ben ismét Jean Brownnal együtt végezték az ásatásokat. Brown elmesélte, hogy Leakey szerette, ha Louisnak szólítják, szórakozott volt, egyszer mindenkivel a szemüvegét kerestette, mely a nyakában lógott, nadrágja nem volt begombolva, cipőjén lyuk tátongott, egyszerűen boldog volt.
1959-ben hozzálátott az I. kőzetágy feltárásához. Míg Louis betegen feküdt a táborban, Mary felfedezett egy fosszíliát, a Zinjanthropus típuspéldányát (OH 5 (Zinj)), melyet később „drága fiunk”-nak vagy „Zinj”nek nevezett. A kérdés az volt, hogy ez a Robert Broom által felfedezett korábbi faj, a Paranthropus volt-e, mely Broom szerint nem tartozott az emberiség fejlődési vonalába, vagy más fajhoz tartozott. Louis szerint Zinj önálló faj volt, ezzel a véleményével Wilfrid Le Gros Clark szembehelyezkedett, ugyanakkor ez az eset felkeltette a National Geographic Society akkori elnökének Melville Bell Grosvenornak a figyelmét. Ennek eredménye egy cikk lett a National Geographic hasábjain és egy vaskos támogatás az olduvai-i kutatás folytatására.
1960-ban Jack Evernden és Garniss Curtis geofizikusok az I. kőzetágy korát 1,75 millió évesre datálták. A világ megdöbbent. Zinj sokkal idősebb volt, mint azt bárki gondolta volna. A tudósok csapatostul utaztak Afrikába. Reck és Leakey elmélete teljes mértékben igazolást nyert, bár ez az igazolás Reck számára már későn érkezett, mivel 1937-ben meghalt. Louis bebizonyította, hogy Darwinnak igaza volt.

### A harsány Leakey család
Mivel a múzeumtól munkája miatt csak hétvégeken tudott elszakadni, Louis 1960-ban kutatási igazgatónak nevezte ki Maryt az olduvai-i ásatásoknál. Mary kamba törzsbeli embereket alkalmazott, mivel álláspontja szerint a kikujuk kihasználták Louist. Az első kamba törzsbeli alkalmazott Muteva Musomba volt, aki a gyerekek lovait gondozta. Leakey alkalmazta Kamoya Kimeut, a sikeres régészt is. Jonathan útmutatásai alapján Mary építette fel az 5-ös táborhelyet. Ettől az időtől kezdve Mary önállóan, saját munkatársakkal dolgozott.
Mary már kora reggel a feltárásnál munkálkodott, ásott, szitált, ruházata kopott és régi volt. Munkája közben egyik cigarettáról a másikra gyújtott, dalmata kutyái mindig mellette voltak. Louisszal rádió útján tartotta a kapcsolatot. Hétvégeken megállás nélkül tette meg az Olduvai és Nairobi közötti 575 km-es távolságot. Tizenéves fiai, Richard és Philip iskolaszünetekben és a szabadság alatt voltak vele.
Nairobi otthonuk, amikor ott tartózkodtak, képletesen szólva kész cirkusz volt. Gyakoriak voltak náluk a vacsoravendégek. A fontos vendégek akár hetekig maradhattak. Lakóterüket és étkezőasztalukat dalmatájukkal, szirtiborzokkal, egy majommal, egy cibetmacskával, egy afrikai uhuval, trópusi halakkal, csörgőkígyókkal, viperákkal és egy pitonnal osztották meg. A húszszemélyes afrikai személyzet teljes családja az udvarukban álló kunyhókban lakott. Mary rákapott a szivarra, a szivarhamu gyakran az ételbe hullott. Mindketten főztek. Louis folyton beszélt, kifogyhatatlan volt a történetekből. A Leakey családnak volt egy másik arca is. Louis megrögzött szoknyavadász volt, sem Fridához sem Maryhez nem volt hűséges. Mary egészen addig elviselte ezt az állapotot, amíg Louis Rosalie Osbornnal folytatott viszonya 1953–54-ben a házasságuk tönkremenetelével nem fenyegetett. Állandóan veszekedtek, felzaklatva a fiúkat. Miután Richard csaknem életét vesztette, mivel leesett a lóról, Louis a fiúk érdekében szakított Rosalie-val. 1960-ban Louis és Mary különösen közel került egymáshoz, ez az állapot egészen addig tartott, amíg Vanne Goodall Kenyába nem érkezett.

### A kiteljesedés évei
Jonathan röpke hírnevet szerzett, mielőtt végleg felhagyott a palaeoantropológiával. Belekezdett egy saját lelőhely feltárásába, melyen két koponyatöredéket talált, melyeknél nem volt megtalálható az Australopithecus feje tetején végigfutó jellegzetes kiemelkedés. A leletet Mary a Broom és Robinson által talált Telanthropushoz hasonlította. A baj csak az volt, hogy keletkezési idejük megegyezett Zinj-ével. A neki küldött fényképeket látva Le Gros Clark azzal vágott vissza, hogy a lelet a Piltdown-i Emberre emlékezteti (a Piltdown-i Ember egy „tudományos” átverés eredménye volt). Louis azonnal táviratot írt neki és kemény szavakkal utasította vissza, hogy Clark kétségbe vonta szakértelmét. Ezek után Clark elnézést kért tőle.
Nem sokkal később, 1960-ban, Louis és fia, Philip valamit Ray Pickering felfedezett egy fosszíliát, melyet „Chellean-i Embernek” neveztek, mivel időben összekapcsolható volt az Olduvai-nál feltárt eszközökkel. A fosszíliát helyreállítása után Louis és Mary „Pinhead”-nek nevezte el. A leletet a Homo erectus-szal hozták összefüggésbe, bár valójában a Paranthropusszal volt egyidős, melyet akkor nem tekintettek az ember fejlődési vonalába tartozónak. Louis még utána hosszú ideig úgy vélte, hogy a Homo erectus használt szerszámokat és az Australopithecus nem. (A mai álláspont szerint mindkét hominid használt szerszámot.)
1961-ben Louis fizetést és kutatási támogatást kapott a National Geographic Societytól, ezért a Coryndon Múzeum gyakorlati vezetését átadta egy beosztottjának. A múzeum területén létrehozta a Centre for Prehistory and Paleontology-t (Őstörténeti és Paleontológiai Központ), gyűjteményét átszállította oda, és önmagát igazgatónak nevezte ki. Ettől kezdve ez a hely lett működésének központja. A Viktória-tó mellett megnyitott egy újabb ásatási helyet Fort Ternannál. Nem sokkal ezután, Heselon felfedezte a Kenyapithecus wickerit, mely nevét a birtok tulajdonosáról kapta, és melyet Leakey az éppen jelenlévő George Gaylord Simpsonnal együtt azonnal megünnepelt a Miocene Lady fedélzetén „Leakey Safari Special” nevű itallal, mely sűrített tejből és konyakból állt.
1962-ben Louis éppen Olduvaiban járt, amikor Ndibo Mbuika az MNK lelőhelyen felfedezte a Homo habilis első fogait. Louis és Mary úgy gondolták, hogy nő lehetett, ezért Hamupipőkének (Cinderella) nevezték el. Phillip Tobias hasonlóságot vélt felfedezni a lelet és Jonathan lelete között, Raymond Dart pedig a Louis kérésére a „Homo habilis” nevet adta neki. A leletet az Australopithecus és a Homo erectus közötti átmenetnek tartották.

## Leakey angyalai
Louis Leakey örökségének egyik legfontosabb eleme abból a szerepéből származik, mellyel támogatta a főemlősöknek természetes környezetükben történő kutatását, melyet kulcsfontosságúnak tartott az emberi fejlődés rejtelmeinek megfejtése érdekében. Személyesen választott ki három kutatónőt, Jane Goodallt, Dian Fosseyt és Birutė Galdikast, akiket később – ironikus célzásként a Charlie angyalai c. közismert tévésorozatra – Leakey angyalainak is hívtak. A három kutatónő az emberszabású majmok kutatásában ért el fontos eredményeket, Jane Goodall a csimpánzok, Dian Fossey a hegyi gorillák, Birute Galdikas az orángutánok viselkedését tanulmányozta.

## Az utolsó évek
Kenya 1963. december 12-én déli 12 órakor vált függetlenné, első miniszterelnöke Jomo Kenyatta volt. Ekkora már a telepesek nagy számban távoztak az országból. Kenyatta felismerte, hogy gyorsan kell cselekednie, ha nem akarja, hogy országa káoszba süllyedjen, ezért békülékeny álláspontot vett fel. Néhány személyt kitoloncoltak, de megtorlás nem következett. Louis jelentős aggodalommal tekintett a kenyai paleoantropológiai kutatás jövőjére. A legutolsó gyarmati kormányzó, Malcom MacDonald javaslatára találkozót szerveztek közte és Kenyatta elnök között. Kenyattával kikuju nyelven beszéltek. A találkozó öleléssel és egymás kölcsönös bizalmáról való biztosítással ért véget.
Életének utolsó évei alatt Louis előadóként lett híres az Amerikai Egyesült Államokban és az Egyesült Királyságban. Előadásait hallgatósága állva ünnepelte. Ekkoriban ő maga személyesen már nem végzett ásatásokat, mivel ízületi betegsége megakadályozta ebben; 1968-ban csípőprotézis-műtétet végeztek el rajta. Forrásokat teremtett elő, családjának és munkatársainak munkáját irányította. A Nagy-hasadékvölgy fosszíliáinak kutatására akkoriban Kenyába érkező tudósok százai számára nélkülözhetetlen segítség volt. Az ő jóváhagyása nélkül nem lehetett kutatási engedélyt kapni, és nélküle a múzeumi gyűjtemények is elérhetetlenek voltak. Miután engedélyét megadta, tanácsai felbecsülhetetlen értékűek voltak.
1963-ban segítséget nyújtott Ruth De Ette-nek egy kutatás elindításában a kaliforniai Mojave-sivatagban fekvő Calico Hillnél található új lelőhelyen. Akkoriban elfogadott volt az az álláspont, hogy az amerikai kontinensen 12 000 évvel időszámításunk kezdete előtt jelent meg az ember. A bennszülött amerikai nyelvek kifejlődéséhez és eloszlásához szükséges időt alapul véve, Leakey elmélete szerint az embernek több ezer évvel azelőtt kellett megérkeznie Amerikába. Arra bátorította Ruth-t, hogy az általa talált tárgyi leletekre úgy tekintsen, mint több mint 100 000 évesekre.
Mary nem osztotta látnoki nézeteit. Egyre kevésbé tisztelte, és 1963-tól már szakmai képességeit is kétségbe vonta. A régi meghitt kapcsolatnak már nyoma sem volt. Szakmai szembenállása a „Calicói Ember” felfedezése körül kezdődött. Mary azzal érvelve, hogy megpróbálja megakadályozni, hogy Louis olyan szakmai hibát kövessen el, mellyel elhományosítja hírnevét, meggyőzte a National Geographic Society-t, hogy ne jelentessen meg cikket a calicói leletről, és szüntesse meg a projekt finanszírozását. Louis azonban más lehetőségeket keresett és talált is. 1968. március 26-án Alan és Helen O'Brien a kaliforniai Newport Beachből, valamint néhány jelentős kaliforniai létrehozta a Leakey Alapítványt. Leakey O'Brienékkel együtt folytatta a források előteremtését.
Mary vele való szembenállása hamarosan szakmai szakadásukhoz vezetett. 1968-ban Louis nem fogadott el egy tiszteletbeli doktori címet a johannesburgi Witwatersrand Universitytől, elsősorban a Dél-afrikai Köztársaságban folyó apartheid miatt, Mary viszont elfogadta a címet. Ekkor Louison volt a sor, amikor a nő szakmai hírnevét féltette. Még mindig figyeltek egymásra, de külön szakmai életet éltek.
Utolsó éveiben Louis egészsége nagyon meggyengült. Elszenvedte első szívinfarktusait és emiatt hat hónapot töltött kórházban. Betegsége miatti együttérzés egy rövid románchoz vezetett közte és Dian Fossey között, melynek Fossey vetett véget. Richard egyre inkább átvette apja kötelezettségeit, melyet Louis hevesen ellenzett, de végül bele kellett nyugodnia a helyzetbe. Egyszerre minden, ami vele történt egy balszerencse-sorozatnak tűnt számára: további szívproblémái voltak, méhraj csípte meg, melybe majdnem belehalt, agyvérzést kapott, belesodródott a Calicói Ember körüli vitába, és még Mary szembenállását is el kellett tűrnie. Az egyetlen jó dolog, ami vele történt, az barátjának, Vanne Goodallnak, Jane Goodall anyjának egyre növekvő támogatása és vígasztalása volt, aki amikor csak tehette meglátogatta Louist.

## Halála és öröksége

### Halála
1972. október 1-jén Louis szívinfarktust kapott Goodall asszony londoni lakásában. Vanne egész éjszaka vele maradt a St. Stephen's Kórházban, ahonnan reggel 9-kor távozott. Louis Leakey 9:30-kor halt meg 69 éves korában.
Mary hamvasztatni akarta Louist, és hamvait Nairobiba akarta visszaszállítani, ezt azonban Richard nem engedte. Mivel Louis kikuju volt, kikuju földben kellett nyugodnia. Szülei sírja közelében Limuruban temették el.
Tiltakozásképpen a család egy ideig nem törődött a sírjával. Egy évvel később, amikor Richard meglátogatta a sírt, hogy sírkövet helyezzen el rajta, Rosalie Osborn jóvoltából már sírkő állt Leakey sírján. A sírfelirat ILYFA volt (I'll love you forever always – mindig szeretni foglak), Rosalie mindig ezt írta a Louisnak írt leveleire.

### Fontosabb szervezetek
- 1958 – Louis és Cynthia Booth Nairobitól északra megalapította a Tigoni Főemlőskutató Központot a nő farmján. Később a központot Országos Főemlőskutató Központnak (National Primate Research Center) nevezték, jelenleg Főemlőskutató Intézet (Institute of Primate Research) a neve. Még Tigoni Központként támogatást nyújtott Leakey angyalainak.
- 1961 – Louis létrehozta a Centre for Prehistory and Paleontology-t (Őstörténeti és Paleontológiai Központ) a Coryndon Múzeum területén, önmagát nevezve ki igazgatónak.
- 1968 – Louis közreműködött a Leakey Alapítvány létrejötténél, ezzel biztosítva, hogy életműve fennmaradjon az ember eredetének kutatása területén. A Leakey Alapítvány ma is létezik, az Egyesült Államokban az ember eredete kutatásának legfontosabb támogatója.

### Ismert családtagjai
Louis Leakey második felesége, Mary Leakey volt, aki 1974-ben és 1976-ban is jelentős leletekre bukkant: az LH 4 katalógusszámú Australopithecus afarensis maradványaira, valamint Laetolinál a laetoli lábnyomra. Az itt, Tanzániában talált, vulkáni hamuba nyomódott megkövesedett lábnyomok a kétlábon járás első tárgyi bizonyítékai.
Fiai, Richard Leakey paleoantropológus és Colin Leakey botanikus. Richard az 1980-as években szintén fontos leletekkel gyarapította tudásunkat, a KNM WK 16999 és KNM WK 16950A maradványokkal, amelyek az Afropithecus turkanensis és a Turkanapithecus kalakolensis típuspéldányai.
Louis unokatestvére, Nigel Gray Leakey megkapta a Viktória keresztet a második világháború alatt.

## Könyvei
Louis Leakey könyveinek listája. Az egyes könyvek között számos cikke is megjelent. A Leakey családból Louis volt az első, akinek valamely cikke a Nature hasábjain is napvilágot látott.
| Az első kiadás dátuma | Cím                                                                           | Megjegyzések |
| --------------------- | ----------------------------------------------------------------------------- | --- |
| 1931                  | The Stone Age Culture of Kenya Colony                                         | Írta 1929-ben. Illusztrálta Frida Leakey. |
| 1934                  | Adam's Ancestors: The Evolution of Man and His Culture                        | Több újraírt kiadást ért meg, a 4. 1955-ben jelent meg. Illusztrálta Mary Leakey.                                                                           |
| 1935                  | The Stone Age races of Kenya                                                  | A Homo kanamensis bemutatása. |
| 1936                  | Kenya: Contrasts and Problems                                                 | Írta 1935-ben. |
| 1936                  | Stone Age Africa: an Outline of Prehistory in Africa                          | Az Edinburgh-i Egyetemnek készült előadássorozata 1936-ból. Illusztrálta Mary.                                                                              |
| 1937                  | White African: an Early Autobiography                                         | Louis saját bevallása szerint megélhetési célból írta 1936-ban. Kiadó: Hodder & Stoughton.                                                                  |
| 1951                  | The Miocene Hominoidea of East Africa                                         | Társszerző: Wilfrid Le Gros Clark. A Fossil Mammals of Africa sorozat első kötete, kiadta a British Museum of Natural History (Brit Természetrajzi Múzeum). |
| 1951                  | Olduvai Gorge: A Report on the Evolution of the Hand-Axe Culture in Beds I-IV | 1935-ben kezdte írni. Az Olduwan kultúra nevei. |
| 1952                  | Mau Mau and the Kikuyu                                                        | Online: Quaestia. |
| 1953                  | Animals in Africa                                                             | Fényképek, készítette Ylla. |
| 1954                  | Defeating Mau Mau                                                             | Társszerző: Peter Schmidt. Online: Quaestia. |
| 1965                  | Olduvai Gorge: A Preliminary Report on the Geology and Fauna, 1951-61         | 1. kötet |
| 1969                  | Unveiling Man's Origins                                                       | Társszerző Vanne Morris Goodall. |
| 1969                  | Animals of East Africa: The Wild realm                                        | |
| 1970                  | Olduvai Gorge, 1965-1967                                                      | |
| 1974                  | By the Evidence: Memoirs, 1932-1951                                           | Írta 1972-ben, posztumusz kiadás. A könyvet Louis a halála előtti napon fejezte be.                                                                         |
| 1977                  | The Southern Kikuyu before 1903                                               | Posztumusz kiadás. Kiadó hiányában a kézirat évtizedekig Louis széfjében maradt. 3 kötetet írt, a kiadó tanácsára sem volt hajlandó rövidíteni.             |

## Fordítás
- Ez a szócikk részben vagy egészben  a   Louis Leakey című angol Wikipédia-szócikk fordításán alapul.  Az eredeti cikk szerkesztőit annak laptörténete sorolja fel. Ez a jelzés csupán a megfogalmazás eredetét és a szerzői jogokat jelzi, nem szolgál a cikkben szereplő információk forrásmegjelöléseként.